# Kabardie
Kabardie nebo také Kabardsko (kabardo-čerkešsky Къэбэрдей), celým názvem Velkoknížectví Velká Kabardie (Къэбэрдей Пщыгъуэ), známé také jako Východní Čerkesie (Čerkesko), byl státní útvar na severním Kavkaze v období od poloviny 15. do 19. století a rozlohou odpovídající zhruba dnešní republice Kabardsko-Balkarsko, která je součástí Ruské federace. Kabardský stát zanikl během rusko-čerkeské války (1763–1864, kapitola kavkazské války) po anexi Ruskem kolem roku 1825. 

## Obyvatelstvo

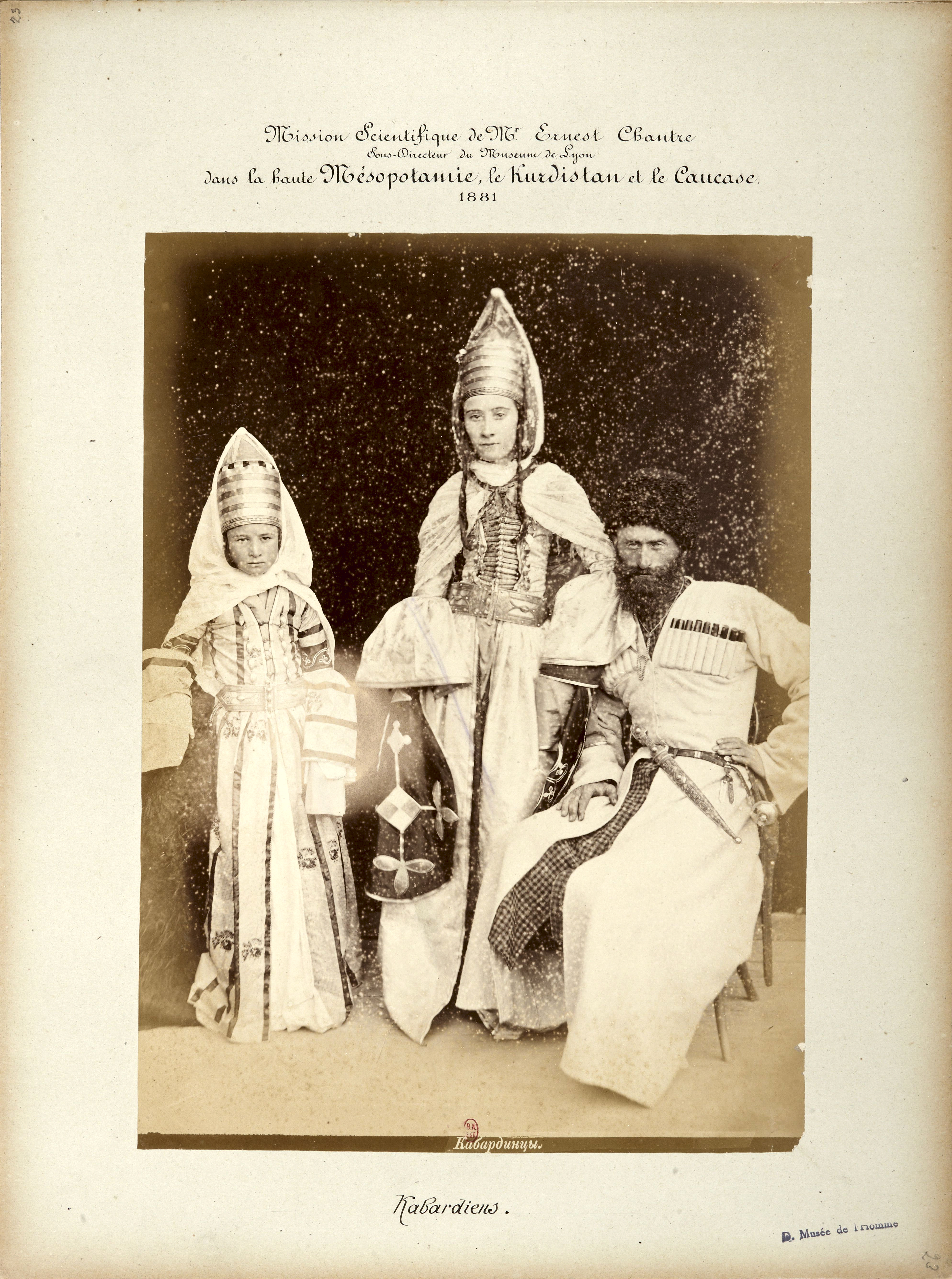
Kabarďané, 1881

Většinovým obyvatelstvem byli Kabarďané, kteří jsou východní větví Čerkesů (Adygejců), naproti tomu byl sever osídlen Nogajci, lidmi turko-tatarského původu, a na západě země žili Abázové, kteří byli další z řady čerkeských kmenů.

## Dějiny
Kabardie vznikla když čerkeský král Inal Veliký (vládl 1427–1453) sjednotil nejednotné země Čerkesů do jednoho státu a následně ji administrativně rozdělil do několik provincií. Kabardie byla jednou z nich. Po Inalově smrti se čerkeské království rozpadlo a Kabardsko se stalo suverénním knížectvím. Od roku 1769 byla země pod vlivem a nadvládou Ruského impéria. Na počátku 19. století zasáhla severní Kavkaz epidemie moru, která trvala až do 30. let 19. století. Ve 20. letech 19. století vedli Rusové pod vedením Alexeje Petroviče Jermolova vojenské tažení, která mělo za následek vylidnění celé oblasti regionu Menší Kabardie. Mor a válka způsobily, že Kabardsko ztratilo až 90 % své populace. Celkový počet 200 000 obyvatel z roku 1790 klesl na pouhých třicet tisíc v roce 1830.

## Symbolika

vlajka:
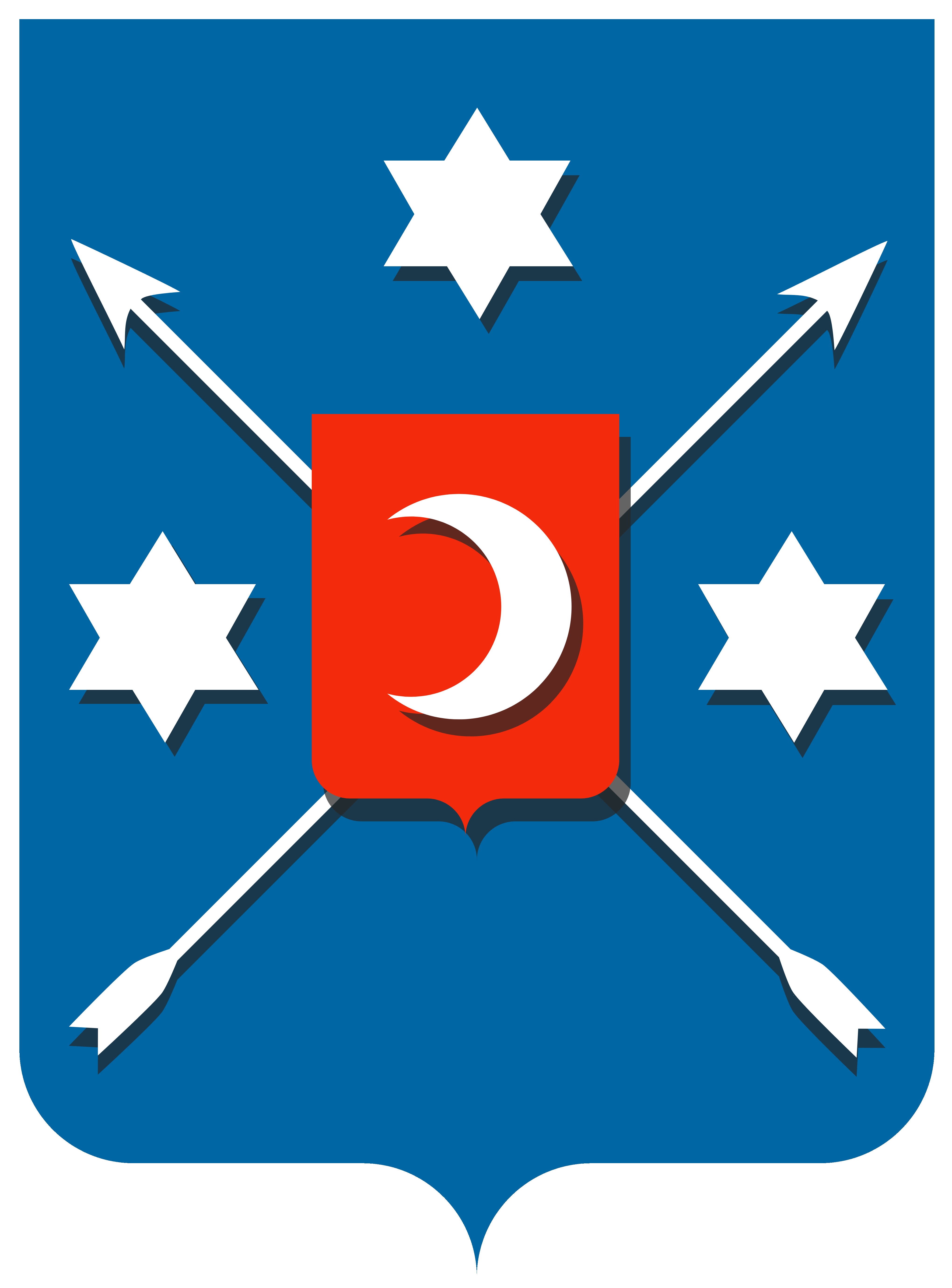
začátek 17. stol.–1810
1732–1805
1809–1822